# フリードリヒ・ルートヴィヒ・ツー・カステル＝カステル
フリードリヒ・ルートヴィヒ・ツー・カステル＝カステル（Friedrich Ludwig Graf zu Castell-Castell, 1791年11月2日 カステル - 1875年4月21日 カステル）は、ドイツ・バイエルン王国のシュタンデスヘル。カステル＝カステル伯家家長（1810年 - 1875年）。
カステル＝カステル伯家家長アルブレヒト・フリードリヒ・カールと、その妻のレーヴェンシュタイン＝ヴェルトハイム＝フロイデンベルク侯女ゾフィーの間の長男で、1810年父の死によりオーバープファルツ地方及びフランケン地方に広がる家領を相続した。1819年より亡くなるまでバイエルン王国議会参議院（貴族院）議員を務めた。
1816年6月25日ランゲンブルクにて、ホーエンローエ＝ランゲンブルク侯カール・ルートヴィヒの四女エミーリエ（1793年 - 1859年）と結婚し、間に8子をもうけた。
- イーダ・アメリー・ルイーゼ（1817年 - 1882年） - 1843年ゾルムス＝ヴィルデンフェルス伯フリードリヒ・マグヌス3世と結婚
- アーデルハイト・クロティルデ・アウグステ（1818年 - 1900年） - 1839年リッペ＝ビースターフェルト伯ユリウスと結婚
- カロリーネ・ヨハンナ・ヴィクトリア・エリーゼ（1819年 - 1900年）
- クロティルデ・シャルロッテ・ゾフィー（1821年 - 1860年）- 1846年ロイス＝ケストリッツ侯子ハインリヒ2世と結婚
- ヨハンナ・コンスタンツェ・アグネス・ヘレーネ（1822年 - 1863年） - 1846年イーゼンブルク＝ビューディンゲン＝メーアホルツ伯カールと結婚
- フーゴー・フリードリヒ・カール・ヴォルフガング・ヴィルヘルム（1823年 - 1824年）
- フリードリヒ・カール・ヴィルヘルム・エルンスト（1826年 - 1886年） - カステル＝カステル伯家家長
  - フリードリヒ・カール（1864年 - 1923年） - カステル＝カステル侯
- グスタフ・フリードリヒ・ルートヴィヒ・オイゲン・エミール（1829年 - 1901年） - 1869年伯爵令嬢エリーザベト・フォン・ブリュールと結婚

## 引用・脚注
1. ↑  “detail”. 2021年5月30日閲覧.
2. ↑  Kemper, Thomas: Die Casteller Schloßkirche. S. 122 f.
3. ↑  “Person Page”. 2021年5月30日閲覧.